# Chalinochromis popelini
Espèce
Chalinochromis popelini est une espèce de poisson de la famille des Cichlidae endémiques du lac Tanganyika en Afrique.

## Répartition et habitat
Chalinochromis popelini se rencontre dans le lac Tanganyika, sur les côtes de la république démocratique du Congo et de la Tanzanie. 

## Description
Chalinochromis popelini peut mesurer jusqu'à 150 mm de longueur totale.

## Aquariophilie
Chalinochromis popelini est une espèce assez répandue dans le commerce aquariophile.

## Classification
Le nom valide complet (avec auteur) de ce taxon est Chalinochromis popelini Brichard (d), 1989.
Chalinochromis popelini a pour synonyme :
- Chalinochromis popeleni Brichard, 1989 (graphie incorrecte

### Publication originale
- (en) Pierre Brichard, Book of cichlids and all the other fishes of Lake Tanganyika, T. H. F. Publications, janvier 1989, 544 p. (ISBN 978-0866226677).